# Classe Provence
Pour les articles homonymes, voir Provence (homonymie).
La classe Provence fut la seconde classe de cuirassés à coque en fer de 1re classe construite pour la Marine française sur des plans de l'architecte naval Henri Dupuy de Lôme. On y associe parfois la classe Gauloise qui ne se différencie que par un armement moins important.

## Conception
Ce sont des frégates cuirassées, à gréement de trois-mâts barque avec 1 950 m2 de voilure et un moteur auxiliaire. La coque est en bois avec un blindage en fer forgé sur la ligne de flottaison.

## Les unités de la classe Provence
| Nom      | Chantier naval                      | Mise en chantier | Lancement        | Armement         | Fin          |
| -------- | ----------------------------------- | ---------------- | ---------------- | ---------------- | ------------ |
| Flandre  | Arsenal Port militaire de Cherbourg | 21 janvier 1861  | 12 juin 1864     | 1er mai 1865     | rayé en 1886 |
| Provence | Arsenal Port militaire de Toulon    | 1er mars 1861    | 29 octobre 1863  | 1er février 1865 | rayé en 1884 |
| Héroïne  | Arsenal de Lorient                  | 10 juin 1861     | 10 décembre 1863 | juillet 1865     | rayé en 1894 |